# Vigeois
Vigeois település Franciaországban, Corrèze megyében. Lakosainak száma 1295 fő (2022. január 1.). Vigeois Espartignac, Estivaux, Orgnac-sur-Vézère, Perpezac-le-Noir, Troche, Uzerche és Les Trois-Saints községekkel határos.

## Népesség
A település népessége az elmúlt években az alábbi módon változott:
| Lakosok száma | 1497 | 1340 | 1191 | 1118 | 1231 | 1214 | 1195 | 1225 | 1285 | 1295 |
|               | 1968 | 1982 | 1999 | 2006 | 2011 | 2015 | 2017 | 2018 | 2020 | 2022 |